# Мохаммад Ранджбар
Мохаммад Ранджбар (1935, Керманшах — 29 червня 2004, Тегеран) — іранський футболіст, що грав на позиції захисника. По завершенні ігрової кар'єри — тренер.
Приводив національну збірну Ірану до перемоги на Кубку Азії 1972 року.

## Клубна кар'єра
У дорослому футболі дебютував 1956 року виступами за команду «Тадж», в якій провів сім сезонів. 
1963 року перейшов до клубу «ПАС Тегеран», за який відіграв решту сім сезонів професійної кар'єри футболіста.

## Виступи за збірну
1959 року дебютував в офіційних матчах у складі національної збірної Ірану.
Загалом протягом кар'єри в національній команді, яка тривала 12 років, провів у її формі 23 матчі. Протягом останніх років виступів за збірну був її капітаном.

## Кар'єра тренера
Розпочав тренерську кар'єру відразу ж по завершенні кар'єри гравця, 1970 року, увійшовши до тренерського штабу національної збірної Ірану як асистент головного тренера Ігоря Нетто. Згодом асистував і наступному очільнику тренерського штабу іранців Парвізу Дехдарі.
Після відставки останнього у 1972 році був призначений виконувавчем обов'язків головного тренера збірної Ірану і в такому статусі привів її до перемоги у тогорічному Кубку Азії. Після цього тріумфу був призначений повноцінним головним тренером команду, утім залишив її вже за два місяці, встигнувши ще попрацювати на Літніх Олімпійських іграх 1972.
Пізніше працював на керівних посадах у клубі «Естеґлал» та в іранській футбольній асоціації.
Помер 29 червня 2004 року на 70-му році життя в Тегерані.

## Титули і досягнення
- Володар Кубка Азії з футболу (1): 1972